# .32 S&W
.32 S&W — револьверный патрон, представленный компанией Smith & Wesson в 1878 году. Известен под обозначениями .32 S&W / .32 S&W Short / .32-6-85 Smith & Wesson / .32 Short CF / .32 S&W Revolver / .32 Webley / Revolver Smith&Wesson Kal. .32 / 7.9x15R / 8.15x15.30 Smith&Wesson / DWM 202 / DWM 260 / GR 930 / GR 971 / SAA 1905 / XCR 08 016 CBC 050. Изначально создавался под револьвер Smith & Wesson модели 1½, затем стал использоваться разными компаниями («Colt», «Harrington & Richardson», «Hopkins & Allen», «Iver Johnson», «Smith & Wesson», «Bayard», «Pickert») в карманных револьверах. Оставался долгое время популярен в США и Европе, даже когда производство огнестрельного оружия под него прекратилось.

## Спецификация
Латунная гильза цилиндрической формы с закраиной с легкой свинцовой безоболочечной пулей весом от 4,6 до 6,0 грамма, которая развивает дульную энергию до 156 Дж с начальной скоростью до 215 м/с. До 1940 года патрон снаряжался дымным порохом, а позже — бездымным.

## Использование патрона
Aмериканский анархист Леон Чолгош использовал револьвер Iver Johnson под патрон .32 S&W для убийства американского президента Уильяма Мак-Кинли.[значимость факта?]